# Фор, Жан-Батист
Жан-Батист Фор (фр. Jean-Baptiste Faure; 15 января 1830, Мулен, Алье — 9 ноября 1914, Париж) — французский певец-баритон, композитор, коллекционер художественных произведений Эдуарда Мане (его коллекция насчитывала 67 картин) и других импрессионистов.

## Карьера
С 1851 года учился в Парижской консерватории (в том числе у Луи Антуана Поншара). Уже в следующем году дебютировал на сцене Опера-комик в партии Пигмалиона в опере «Галатея» («Galathée») Виктора Массе. В сезоне 1860/1861 годов выступал в лондонском театре Ковент-гардене, с 1861 года солист Парижской оперы (оставался на сцене, с перерывами, до 1878 года). Был первым исполнителем партии Родриго в опере Джузеппе Верди «Дон Карлос» (1867) и заглавной партии в опере Амбруаза Тома «Гамлет» (1868).
Выступал также в вокально-симфоническом и камерном репертуаре; участвовал в премьерах ораторий Шарля Гуно «Искупление» и «Смерть и жизнь», был первым исполнителем «Ô salutaris» для голоса и орга́на Габриэля Форе (эта пьеса ему и посвящена).
Автор двух книг об искусстве пения: «Голос и пение» («La Voix et le Chant», 1886) и «Молодым певцам» («Aux Jeunes Chanteurs», 1898).
Написал несколько произведений на религиозную тематику, популярных в начале XX века: «Sancta Maria», «Le Crucifix» (на стихи Виктора Гюго) и «Les Rameaux». Среди их исполнителей были Энрико Карузо, Марсель Журне и Жан Атанасиу.